# Adewale Ogunleye
(en) Statistiques sur pro-football-reference
Adewale Ogunleye (né le 9 août 1977 à Brooklyn) est un joueur américain de football américain.

## Enfance
Ogunleye est le petit-fils d'un roi d'une tribu nigériane. Son père est employé à la ville de New York. Il étudie à la Tottenville High School situé à Staten Island. Il a pour camarade de classe Jason Marquis, qui deviendra joueur de baseball professionnel ainsi que Joe Andruzzi.

## Carrière

### Université
Il entre à l'université de l'Indiana dans laquelle il va être quatre saisons titulaires dans la ligne défensive.

### Professionnel
Adewale Ogunleye n'est sélectionné par aucune équipe lors du draft de la NFL de 2000. Il signe peu de temps après comme agent libre non drafté avec les Dolphins de Miami. Néanmoins, il ne joue pas beaucoup lors de sa saison de rookie à cause d'une blessure au genou survenu lors de sa dernière année universitaire. La saison suivante, il prend le poste de defensive end et devient un titulaire indiscutable. En 2002, il fait cinquante-sept tacles, deux provocation de fumbles et 9,5 sacks. Il sera notamment sélectionné pour le Pro Bowl.
Avant le début de la saison 2004, Ogunleye est échangé aux Bears de Chicago contre Marty Booker. Il s'adopte bien et reste un titulaire. En 2005, Chicago arrive jusqu'au Super Bowl XLI mais ne le remporte pas. Lors d'un match, contre Indianapolis en 2008, il réussit un safety (fait de plaquer un jouer adverse dans sa propre zone d'en-but, donnant deux points à l'équipe). Le 20 décembre 2009, il se fracture le tibia contre les Ravens de Baltimore et déclare forfait pour le reste de la saison. Néanmoins, cette blessure ainsi que la signature de Julius Peppers entraînent la libération d'Ogunleye.
Le 14 septembre 2010, il signe un contrat d'un an avec les Texans de Houston. Son jeu assez pauvre font naître les critiques en son égard. Après quatre matchs et seulement un tacle, il est libéré par Houston.

## Palmarès
- Seconde équipe de la conférence Big Ten 1998
- Sélection au Pro Bowl en 2003
- Sélection All-Pro 2003